# Théodore Priscien
Pour les articles homonymes, voir Priscien.
Théodore Priscien (en latin Theodorus Priscianus) est un médecin et auteur médical de l'Antiquité tardive, dont le floruit se situe à la fin du IVe  ou au début du Ve siècle.

## Biographie
Selon Nutton, « les auteurs médicaux de l'Antiquité livrent rarement des détails sur eux-mêmes à leurs lecteurs (…) et le biographe de Théodore Priscien fait face à une tâche impossible », les biographies connues étant peu fiables.
Sans doute originaire de la province d'Afrique, il est l'élève de Vindicianus Afer (ou Vindicien l'Africain), médecin célèbre de la seconde moitié du IVe siècle, ami de saint Augustin, et comes archiatrorum, medecin de monarque, en l'occurrence de l'empereur Valentinien. On attribue à Priscien une origine africaine parce que son style est proche de celui de Célius Aurélien, originaire de Sicca en Numidie.
Priscien exerce la médecine à Constantinople  et y compose ses ouvrages en grec, langue de cette discipline, encouragé par son collègue Olympius. Venu ensuite à Rome, il en fit une version latine, celle qui est conservée en grande partie.
Il devient le médecin particulier (archiatre) de l'empereur Gratien.

## Travaux
Son œuvre est faite de quatre livres, intitulés globalement Rerum medicarum libri IV, ou Euporiston libri IV. Les deux premiers sont dédiés à son frère Timothée. Il y a d'abord un livre intitulé Phænomenon a capite ad calcem liber (c'est-à-dire « les symptômes de la tête aux pieds ») ou encore De curationibus omnium morborum corporis humani, avec une préface où l'auteur se déchaîne contre les médecins philosophes ou raisonneurs et prône une médecine naturelle, souvent mieux connue des gens sans étude. Le deuxième livre est intitulé Logicus et est consacré aux maladies internes, aiguës ou chroniques. Le troisième s'appelle Gynæcia, seu de mulierum accidentibus et curis eorumdem ; portant sur les maladies féminines, il est dédié à une femme diversement nommée suivant les éditions (Victoria ou Salvinia). Le quatrième livre, dédié à son fils Eusébius, est intitulé De physicis ; il en reste deux chapitres consacrés aux maux de tête et à l'épilepsie, et quelques fragments avec des recettes de médicaments, des développements sur les fonctions du corps, etc.
Il se rattache en principe à l'école méthodique, comme son maître Vindicianus, et on le voit notamment dans le livre II. Mais c'est surtout un éclectique. Une idée qui lui est chère est que la pratique vaut infiniment mieux que les spéculations. Beaucoup de passages sont marqués au coin de la pure et simple superstition (recettes baroques, valeur particulière donnée à certains jours, etc.). Les livres II et III ont connu des ajouts ou des altérations postérieurs. Il est cité par Alexandre de Tralles (notamment sur l'épilepsie), et ensuite fut beaucoup lu au Moyen Âge (surtout le livre III, souvent transmis à part ; également le livre II).
Les deux premières éditions imprimées datent de 1532 : d'Hermann de Neuenahr à Strasbourg (in-folio, sous le nom d'« Octavius Horatianus ») et de Sigismond Gelenius à Bâle (édition meilleure, in-quarto, avec le vrai nom de l'auteur, mais sans le livre IV). Il y eut une troisième édition à Strasbourg en 1544, et ensuite l'édition des Medici antiqui Latini des Aldes (Venise, 1547).
Il existe un traité intitulé Diæta, sive De rebus salutaribus (Strasbourg 1544), sur les vertus médicinales des aliments et sur le bain et l'exercice physique, qui est transmis sous le nom de « Theodorus », mais il s'agit sans doute d'un médecin médiéval de l'École de Salerne.